# テイキン・ア・チャンス
「テイキン・ア・チャンス」(Takin' a Chance)は、ホイットニー・ヒューストンの楽曲。

## 概要
サンヨーのCMソングとして起用され、日本限定で発売された。オリコン洋楽シングルチャートでは2位を記録。
その後、3枚目のスタジオ・アルバム『アイム・ユア・ベイビー・トゥナイト』に日本盤ボーナストラックとして追加収録された。2022年の日本独自企画ベストアルバム『ジャパニーズ・シングル・コレクション-グレイテスト・ヒッツ-』にも収録。

## 収録曲
3" シングル
1. テイキン・ア・チャンス - 4:11
2. ラブ・イズ・ア・コンタクト・スポーツ - 4:19